# گوریو اجی

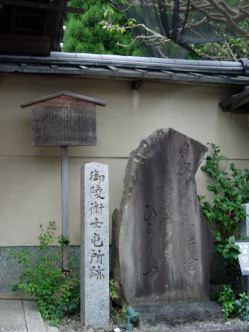
محل سربازخانه نگهبانان آرامگاه امپراتوری، کیوتو.

گوریواجی (به ژاپنی: 御陵衛士 ごりょうえじ) به معنی نگهبانان آرامگاه امپراتوری، این سازمان برای محافظت از مقبره امپراتور کومئی (گوتسوکیناری هیگاشیاماریو) تشکیل شد. همچنین به عنوان حزب کودایجی شناخته می‌شود (زیرا دفتر مرکزی آنها در گشین-این، معبد فرعی کودایجی، قرار داشت).
در ۱۴ آوریل ۱۸۶۷، ایتو کاشیتارو به دلیل اختلافات ایدئولوژیکی، شینسنگومی را ترک کرد و افراد همفکر خود را از شینسنگومی برای تشکیل گروه جذب کرد. دلیل اولیه عزیمت او این بود که از طریق وساطت کانزن، بزرگ معبد کایکوجی، زیرمجموعه معبد سنیوجی، به عنوان سرپرست مقبره امپراتور کومی منصوب شده بود و بنابراین می‌خواست تحرکات خاندان‌های قلمرو ساتسوما و قلمرو چوشو را بررسی کند. آنها ابتدا مقر خود را در معبد چوئنجی (بعضی می‌گویند معبد زنریوجی بوده است) در انتهای شرقی پل گوجو مستقر کردند.
او بر اساس اصول ایچیوا دوشین (ملت ژاپن متحد و هماهنگ)، خدمت سربازی ملی و گشودن درهای کشور به روی قدرت‌های بزرگ، فعالیت‌های سیاسی بی‌نظیری را با هدف ایجاد حکومتی متمرکز بر دربار امپراتوری (کوگیو) از طریق حکومت رسمی انجام داد.